# 元八王子バスストップ

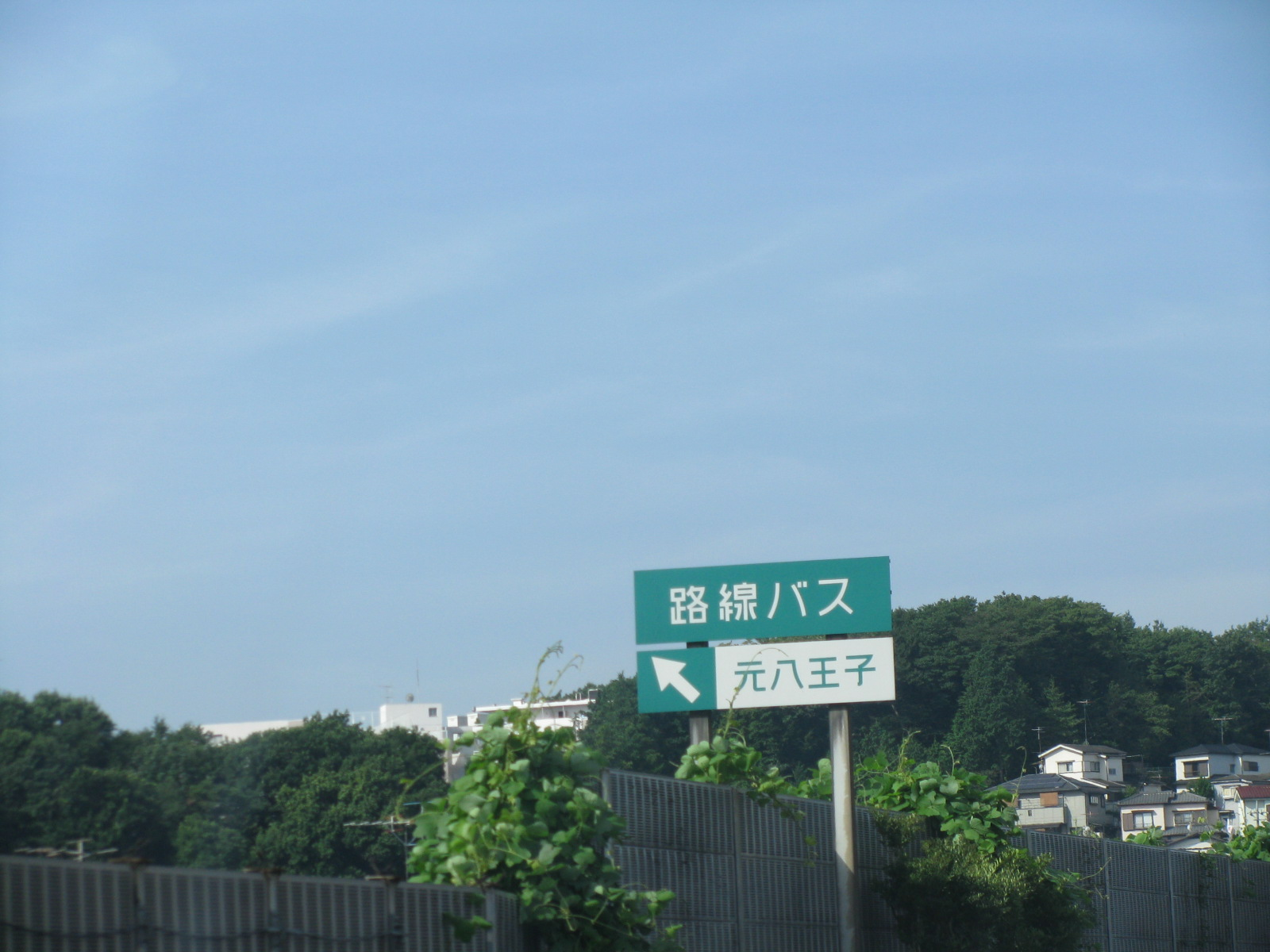
中央道下り元八王子バスストップ

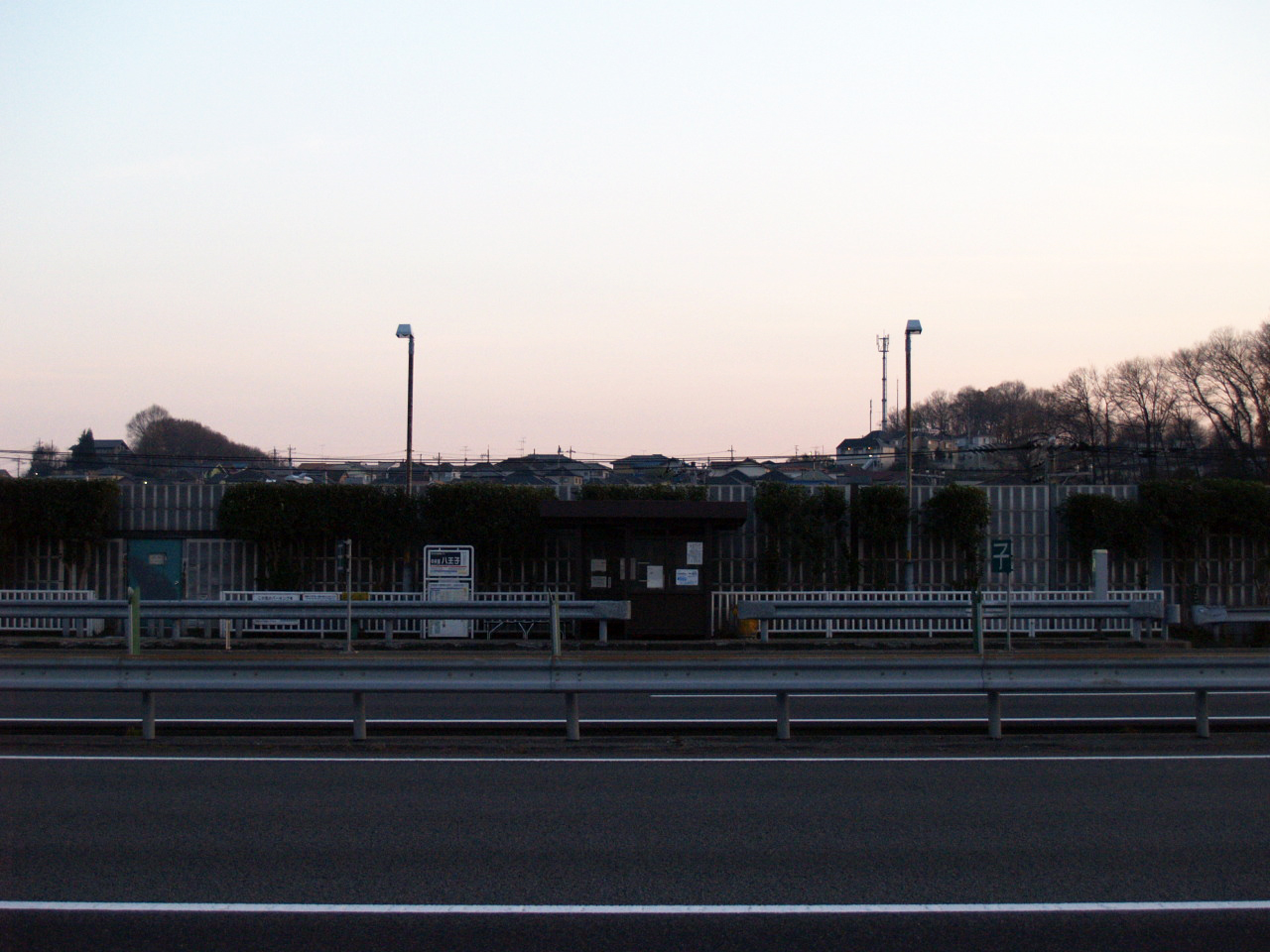
中央道元八王子バス停留所(下り)

元八王子バスストップ（もとはちおうじバスストップ）は、東京都八王子市横川町にある、中央自動車道のバス停留所。
バス停の表記及びバス事業者の案内では「中央道八王子」と表記されている。

## 停留所付近
下り線の当バスストップには待合室がある。
この付近は中央自動車道の渋滞発生地点として知られている。その要因として、八王子本線料金所・八王子ICが近くにあることや、この付近にサグ（細かな窪）があることが挙げられる。

## 停車する路線
下りは乗車専用、上りは降車専用となっている。当バス停と、東京都内から中央道相模湖までの各バス停との区間内のみの利用はできない（※との間の相互利用は不可）。
中央高速バス
- 富士五湖線（京王バス・富士急バス・フジエクスプレス）（一部は中央道八王子 - 富士急ハイランド間無停車） ※一部通過
※中央道日野 - 中央道八王子 - ※中央道相模湖 - 中央道上野原（以遠とのみ相互利用可能）
- 富士山五合目線（京王バス・富士急バス・フジエクスプレス）
※中央道日野 - 中央道八王子 - ※中央道相模湖 - （中略） -  富士急ハイランド（夏季は富士山五合目）（以遠とのみ相互利用可能）
- 甲府線（京王バス・富士急バス・山梨交通） ※特急便は通過
※中央道日野 - 中央道八王子 - ※中央道相模湖 - 中央道上野原（以遠とのみ相互利用可能）
- 身延線（京王バス・山梨交通）
※中央道日野 - 中央道八王子 - 西八幡 / 大津町（以遠とのみ相互利用可能）
- 中央市・南アルプス市線 （南アルプスエコパークライナー）（山梨交通）
※中央道日野 - 中央道八王子 - 大津町（以遠とのみ相互利用可能）
- 諏訪・岡谷線（京王バス・フジエクスプレス・山梨交通・アルピコ交通・アルピコ交通東京・JRバス関東） ※特急便は通過
※中央道日野 - 中央道八王子- 中央道昭和（以遠とのみ相互利用可能）
- 伊那線（京王バス・フジエクスプレス・山梨交通・伊那バス・信南交通） ※超特急便は通過
※中央道日野 - 中央道八王子 - 中央道川岸（以遠とのみ相互利用可能）
- 飯田線（京王バス・アルピコ交通・伊那バス・信南交通） ※超特急便は通過
※中央道日野 - 中央道八王子 - 中央道川岸（以遠とのみ相互利用可能）
- 塩尻・木曽福島線（京王バス・おんたけ交通）
※中央道日野 - 中央道八王子 - 塩尻駅東入口（以遠とのみ相互利用可能）
- 安曇野・白馬線（京王バス・アルピコ交通・アルピコ交通東京） ※一部通過
※中央道日野 - 中央道八王子 - 安曇野スイス村（以遠とのみ相互利用可能）
- 飛騨高山線（京王バス・濃飛乗合自動車）
※中央道日野 - 中央道八王子 - 平湯温泉（以遠とのみ相互利用可能）
- 名古屋線（京王バス・名鉄バス） ※一部通過
※中央道日野 - 中央道八王子 - 馬篭（以遠とのみ相互利用可能）

夜行高速バス
- 新宿・八王子 - 大阪線（ツィンクル号・カジュアル・ツィンクル号、西東京バス・近鉄バス）
※JR八王子駅北口 - 中央道八王子 - 京都駅八条口（以遠とのみ相互利用可能）
- 池袋・渋谷・新宿 - 大阪線（京王バス・阪急観光バス）
※中央道日野 - 中央道八王子 - 高速長岡京 （以遠とのみ相互利用可能）

## 隣接のBS等
E20 中央自動車道
- 至近のBS・IC等
府中BS - 国立府中IC - 日野BS - 八王子IC/TB  - 元八王子BS - 元八王子IC(事業中) - 八王子JCT  - 小仏TN - 相模湖東出口 - 相模湖BS - 相模湖IC

## バス停へのアクセス
- バスの場合
  - 西東京バス:京王八王子駅・JR八王子駅からバス20分、またはJR西八王子駅からバス10分 「三村橋」下車徒歩10分
    - 陣01：京王八王子駅 - JR八王子駅北口 - 三村橋 - 宝生寺団地
    - 陣05：京王八王子駅 - JR八王子駅北口 - 三村橋 - 大久保
    - 陣02：京王八王子駅 - JR八王子駅北口 - 三村橋 - 宝生寺団地 - 恩方営業所
    - 陣04：京王八王子駅 - JR八王子駅北口 - 三村橋 - 恩方営業所 - 恩方ターミナル
    - 元八03：京王八王子駅 - JR八王子駅北口 - 日吉町 - 三村橋 - 高尾駅南口
    - 元八04：京王八王子駅 - JR八王子駅北口 - 市役所入口・元本郷公園東 - 三村橋 - 高尾駅南口
    - 市11：京王八王子駅 - JR八王子駅北口 - 三村橋 - 松枝住宅
    - 市01：西八王子駅 - 市役所入口・元本郷公園東 - 三村橋 - 松枝住宅
    - うえ01：西八王子駅 - 水無瀬橋 - 三村橋 - 上野原 - 恩方ターミナル

三村橋バス停から多少歩く必要があるが、バス乗り場までの地図が所々にあるほか、路線バスの本数も多い（日中1時間あたり京王八王子駅発9本、西八王子駅発5本）。
  - 西東京バス:高尾駅からバス10分 「慈根寺」下車徒歩8分
    - 元八03：高尾駅南口 - 慈根寺 - 日吉町 - JR八王子駅北口 - 京王八王子駅
    - 元八04：高尾駅南口 - 慈根寺 - 市役所入口・元本郷公園東 - JR八王子駅北口 - 京王八王子駅
    - 元八02：高尾駅南口 - 慈根寺 - 恩方営業所
    - 元八01：高尾駅北口 - 慈根寺 - グリーンタウン高尾
    - 元八21：西八王子駅 - 慈根寺 - グリーンタウン高尾
    - はちバス：北西部コース 北の根東（川口町） - 慈根寺 - 西八王子駅 - 東海大学八王子病院

  - 西東京バス:JR西八王子駅からバス10分「中央道八王子バス停下」「横川下原公園入口」下車徒歩3分
    - 元八21：西八王子駅 - 中央道八王子バス停下 - 横川下原公園入口 - グリーンタウン高尾
    - 元八16：西八王子駅 - 中央道八王子バス停下 - 横川下原公園入口 - ホーメストタウン - 高尾駅北口
    - はちバス北西部コース 北の根東（川口町） - 横川下原公園入口 - 西八王子駅 - 東海大学八王子病院

どちらも至近の停留所であり、はちバスの運行本数が2時間に1本、元八16は1時間に1 - 2本、元八21は1時間に1本である。